# ヒドロキシステアリン酸グリセリル
ヒドロキシステアリン酸グリセリル(Glyceryl hydroxystearate)は、化学式C21H42O5の有機化合物である。白色から淡黄色の粉末で、様々な化粧品や基礎化粧品に含まれている。

## 利用
ヒドロキシステアリン酸グリセリルは、トイレタリー製品の成分として含まれ、保湿剤、乳化剤、増粘剤等として用いられる。フェイシャルケア、フットケア、リップケア製品、サンスクリーン剤、サンレスタンニング、シャンプー、クリーム、ローション、石鹸、コンシーラー、ファンデーション、日焼け止め等にしばしば含まれる。